# RSC Anderlecht in het seizoen 2008/09
RSC Anderlecht wilde in het seizoen 2008/09 de concurrentie aangaan met titelverdediger Standard Luik. Door het vertrek van de trainer en enkele sterkhouders bij Standard leek Anderlecht de grootste kanshebber voor het binnenhalen van de landstitel. Maar Anderlecht en Standard weken in het klassement niet van elkaars zijde. Tot de laatste speeldag was alles nog mogelijk. Anderlecht won op de laatste speeldag op het veld van KRC Genk, terwijl Standard het moeilijk kreeg tegen AA Gent. Toen Gent in de laatste minuten een strafschop versierde, leek de buit binnen voor paars-wit. Maar de Gentse spelmaker Bryan Ruiz, die dicht bij een overstap naar Anderlecht stond, miste de penalty. Dat leidde tot een nooit geziene vreugde bij Standard en een al even grote teleurstelling in het kamp van Anderlecht. Door de gemiste strafschop volgden er na de competitie testwedstrijden die zouden bepalen wie kampioen werd. Zo'n testwedstrijden waren geleden van het seizoen 1985/86, toen Anderlecht na testwedstrijden tegen Club Brugge de titel veroverde. Maar in 2009 trok Standard aan het langste eind. Na twee spannende, maar bikkelharde testmatchen werd Standard voor de tweede keer op rij kampioen. Het leidde tot een ongezonde rivaliteit tussen de twee clubs. Bovendien sprak de pers nadien van een machtsverschuiving binnen het Belgisch voetbal.

## Spelerskern
| Nr.           | Naam                | Nationaliteit           | Geboortedatum | Vorige club                  |
| ------------- | ------------------- | ----------------------- | ------------- | ---------------------------- |
| Keepers       |                     |                         |               |                              |
| 1             | Daniel Zitka        | Tsjechië                | 20-06-1975    | 1999-2002 KSC Lokeren        |
| 22            | Davy Schollen       | België                  | 28-02-1978    | 2004-2006 NAC Breda          |
| 25            | Sébastien Bruzzese  | België / Italië         | 01-03-1989    | 2006-2007 RFC de Liège       |
| 28            | Michael Cordier     | België                  | 27-03-1984    | 2006-2008 FC Brussels        |
| Verdedigers   |                     |                         |               |                              |
| 3             | Olivier Deschacht 2 | België                  | 16-02-1981    | /                            |
| 4             | Arnold Kruiswijk    | Nederland               | 02-11-1984    | 2001-2008 FC Groningen       |
| 6             | Jelle Van Damme     | België                  | 10-10-1983    | 2004-2006 Southampton FC     |
| 23            | Roland Juhász       | Hongarije               | 01-07-1983    | 1999-2005 MTK                |
| 26            | Víctor Bernárdez    | Honduras                | 24-05-1982    | 2001-2008 CD Motagua         |
| 27            | Marcin Wasilewski   | Polen                   | 09-06-1980    | 2006 Lech Poznań             |
| 44            | Nemanja Rnic        | Servië                  | 30-09-1984    | 2004-2008 FK Partizan        |
| Middenvelders |                     |                         |               |                              |
| 5             | Lucas Biglia        | Argentinië / Italië     | 30-01-1986    | 2005-2006 Independiente      |
| 8             | Jan Polák           | Tsjechië                | 14-03-1981    | 2005-2007 FC Nürnberg        |
| 11            | Mbark Boussoufa     | Marokko / Nederland     | 14-08-1984    | 2004-2006 AA Gent            |
| 12            | Thomas Chatelle     | België                  | 31-03-1981    | 2000-2007 KRC Genk           |
| 13            | Jonathan Legear     | België                  | 13-04-1987    | /                            |
| 14            | Bart Goor 1         | België                  | 09-04-1973    | 2004-2005 Feyenoord          |
| 17            | Hernan Losada       | Argentinië / Italië     | 09-05-1982    | 2006-2008 Germinal Beerschot |
| 30            | Guillaume Gillet    | België                  | 09-03-1984    | 2006-2008 AA Gent            |
| 99            | Bakary Sare         | Ivoorkust               | 04-05-1990    | /                            |
| Aanvallers    |                     |                         |               |                              |
| 7             | Stanislav Vlček     | Tsjechië                | 26-02-1976    | 2004-2007 Slavia Praag       |
| 9             | Matías Suárez       | Argentinië              | 09-05-1988    | 2005-2008 Belgrano           |
| 10            | Kanu                | Brazilië                | 23-09-1987    | 2007-2008 Grêmio Barueri     |
| 19            | Nicolás Frutos      | Argentinië / Italië     | 10-05-1981    | 2004-2005 Independiente      |
| 20            | Oleksandr Iakovenko | Oekraïne                | 23-06-1987    | 2006-2007 KRC Genk           |
| 21            | Tom De Sutter       | België                  | 03-07-1985    | 2006-2008 Cercle Brugge      |
| 29            | Dmitri Boelykin     | Rusland                 | 20-11-1979    | 2007-2008 Bayer Leverkusen   |
| 34            | Olivier Mukendi     | België                  | 08-06-1991    | /                            |
| 36            | Romelu Lukaku       | België / Congo-Kinshasa | 13-05-1993    | /                            |

- = Aanvoerder

### Technische staf
|                 |                     |               |
| Functie         | Naam                | Nationaliteit |
| Coach           | Ariël Jacobs (foto) | België        |
| Assistent-coach | Besnik Hasi         | Albanië       |
| Assistent-coach | Daniel Renders      | België        |
| Keeperstrainer  | Filip De Wilde      | België        |
| Team manager    | José Garcia Cantero | Spanje        |
| Dokter          | Kristof Sas         | België        |
| Dokter          | Leo Groenweghe      | België        |

| Schollen Wasilewski Juhasz Deschacht Van Damme Gillet Biglia Polak Chatelle De Sutter Boussoufa |
| Meest gebruikte formatie.                                                                       |

## Resultaten
Een overzicht van de competities waaraan Anderlecht in het seizoen 2008-2009 deelnam.
| Seizoen 2008/09    | Seizoen 2008/09 | Seizoen 2008/09                   |
| Competitie         | Resultaat       | Uitgeschakeld door / Tegenstander |
| ------------------ | --------------- | --------------------------------- |
| Jupiler Pro League | Vicekampioen    |                                   |
| Beker van België   | 1/8 finale      | KV Mechelen                       |
| Supercup           | Finalist        | Standard Luik                     |
| Champions League   | 2e voorronde    | BATE Borisov                      |

## Uitrustingen
Shirtsponsor(s): Fortis

Sportmerk: adidas
| Thuis | Uit | Doelman | Doelman |  |

## Transfers

### Zomer
| Naam             | Nationaliteit           | Van/naar           | Type              |
| ---------------- | ----------------------- | ------------------ | ----------------- |
| Inkomend         |                         |                    |                   |
| Dmitri Boelykin  | Rusland                 | Bayer Leverkusen   | Gekocht           |
| Kanu             | Brazilië                | Grêmio Barueri     | Gekocht           |
| Cheikhou Kouyaté | Senegal                 | FC Brussels        | Gekocht           |
| Arnold Kruiswijk | Nederland               | FC Groningen       | Gekocht           |
| Hernan Losada    | Argentinië / Italië     | Germinal Beerschot | Gekocht           |
| Nemanja Rnic     | Servië                  | Partizan Belgrado  | Gekocht           |
| Romelu Lukaku    | België / Congo-Kinshasa | RSC Anderlecht     | Jeugd             |
| Matías Suárez    | Argentinië              | Belgrano           | Gekocht           |
| Uitgaand         |                         |                    |                   |
| Serhat Akin      | Turkije / Duitsland     | Kocaelispor        | Verkocht          |
| Mark De Man      | België                  | Roda JC            | Verkocht          |
| Ahmed Hassan     | Egypte                  | Al Ahly            | Verkocht          |
| Cheikhou Kouyaté | Senegal                 | KV Kortrijk        | Uitgeleend        |
| Roland Lamah     | België / Ivoorkust      | Le Mans            | Verkocht          |
| Cristian Leiva   | Argentinië / Italië     | Olimpia Asunción   | Verkocht          |
| Mbo Mpenza       | België / Congo-Kinshasa | AE Larissa         | Verkocht          |
| Nicolás Pareja   | Argentinië / Italië     | RCD Espanyol       | Verkocht          |
| Luigi Pieroni    | België / Italië         | FC Nantes          | Terug van geleend |
| Silvio Proto     | België / Italië         | Germinal Beerschot | Uitgeleend        |
| Sébastien Siani  | Kameroen                | Sint-Truidense VV  | Uitgeleend        |
| Cyril Théréau    | Frankrijk               | Sporting Charleroi | Verkocht          |
| Cheikh Tioté     | Ivoorkust               | FC Twente          | Verkocht          |

### Winter
| Naam             | Nationaliteit | Van/naar           | Type       |
| ---------------- | ------------- | ------------------ | ---------- |
| Inkomend         |               |                    |            |
| Víctor Bernárdez | Honduras      | CD Motagua         | Geleend    |
| Michaël Cordier  | België        | FC Brussels        | Geleend    |
| Tom De Sutter    | België        | Cercle Brugge      | Gekocht    |
| Uitgaand         |               |                    |            |
| Bart Goor        | België        | Germinal Beerschot | Verkocht   |
| Kanu             | Brazilië      | Cercle Brugge      | Uitgeleend |

## Jupiler Pro League

### Wedstrijden
| Wedstrijddetails                                          | Thuisploeg                                                                       | Uitslag                         | Uitploeg                              | Opstelling | Kaarten                                                                      |
| --------------------------------------------------------- | -------------------------------------------------------------------------------- | ------------------------------- | ------------------------------------- | --- | ---------------------------------------------------------------------------- |
| Heenronde                                                 |                                                                                  |                                 |                                       | |                                                                              |
| 16 augustus 2008 Jan Breydelstadion Brugge                | Cercle Brugge                                                                    | 0-3                             | RSC Anderlecht                        | Zitka Wasilewski, Juhasz, Deschacht, Van Damme(75' Kruiswijk) Gillet, Polak, Goor Legear(67' Chatelle), Vlcek(79' Losada), Boussoufa             | 65' Gillet 90' Polak                                                         |
| 16 augustus 2008 Jan Breydelstadion Brugge                |                                                                                  | 0-1 0-2 0-3                     | 16' Van Damme 59' Legear 86' Chatelle | Zitka Wasilewski, Juhasz, Deschacht, Van Damme(75' Kruiswijk) Gillet, Polak, Goor Legear(67' Chatelle), Vlcek(79' Losada), Boussoufa             | 65' Gillet 90' Polak                                                         |
| 23 augustus 2008 Constant Vanden Stockstadion Anderlecht  | RSC Anderlecht                                                                   | 2-2                             | AA Gent                               | Zitka Wasilewski, Juhasz, Deschacht, Van Damme Gillet, Biglia, Polak(86' Losada) Legear(83' Chatelle), Vlcek(46' Iakovenko), Boussoufa           | 90' Losada                                                                   |
| 23 augustus 2008 Constant Vanden Stockstadion Anderlecht  | 7' Vlcek 25' Gillet                                                              | 1-0 2-0 2-1 2-2                 | 30' Ljubijankic 44' Suler             | Zitka Wasilewski, Juhasz, Deschacht, Van Damme Gillet, Biglia, Polak(86' Losada) Legear(83' Chatelle), Vlcek(46' Iakovenko), Boussoufa           | 90' Losada                                                                   |
| 30 augustus 2008 Constant Vanden Stockstadion Anderlecht  | RSC Anderlecht                                                                   | 4-0                             | KV Kortrijk                           | Zitka Wasilewski, Juhasz, Deschacht, Van Damme Gillet, Biglia(50' Goor), Polak Legear, Boelykin(69' Iakovenko), Losada(77' Boussoufa)            | 65' Deschacht                                                                |
| 30 augustus 2008 Constant Vanden Stockstadion Anderlecht  | 31' Boelykin 45' Juhasz 50' Boelykin 79' Iakovenko                               | 1-0 2-0 3-0 4-0                 |                                       | Zitka Wasilewski, Juhasz, Deschacht, Van Damme Gillet, Biglia(50' Goor), Polak Legear, Boelykin(69' Iakovenko), Losada(77' Boussoufa)            | 65' Deschacht                                                                |
| 13 september 2008 Stade Charles Tondreau Bergen           | RAEC Mons                                                                        | 1-2                             | RSC Anderlecht                        | Zitka Wasilewski, Juhasz, Deschacht, Van Damme Gillet, Polak, Losada(90' Goor) Legear(21' Chatelle), Boelykin(46' Iakovenko), Boussoufa          | 10' Boussoufa 17' Wasilewski 27' Juhasz                                      |
| 13 september 2008 Stade Charles Tondreau Bergen           | 34' Buyssens                                                                     | 1-0 1-1 1-2                     | 41' Wasilewski 79' Gillet             | Zitka Wasilewski, Juhasz, Deschacht, Van Damme Gillet, Polak, Losada(90' Goor) Legear(21' Chatelle), Boelykin(46' Iakovenko), Boussoufa          | 10' Boussoufa 17' Wasilewski 27' Juhasz                                      |
| 19 september 2008 Constant Vanden Stockstadion Anderlecht | RSC Anderlecht                                                                   | 2-0                             | Sporting Charleroi                    | Zitka Wasilewski, Juhasz, Kruiswijk, Van Damme Gillet, Polak, Losada(71' Vlcek) Chatelle(46' Biglia), Iakovenko(84' Goor), Boussoufa             | 61' Iakovenko 68' Losada                                                     |
| 19 september 2008 Constant Vanden Stockstadion Anderlecht | 79' Van Damme 87' Vlcek                                                          | 1-0 2-0                         |                                       | Zitka Wasilewski, Juhasz, Kruiswijk, Van Damme Gillet, Polak, Losada(71' Vlcek) Chatelle(46' Biglia), Iakovenko(84' Goor), Boussoufa             | 61' Iakovenko 68' Losada                                                     |
| 26 september 2008 Stade Maurice Dufrasne Luik             | Standard Luik                                                                    | 2-1                             | RSC Anderlecht                        | Zitka Wasilewski, Juhasz, Deschacht, Van Damme Gillet, Biglia, Polak(43' Goor) Legear(46' Iakovenko), Vlcek(80' Chatelle), Boussoufa             | 19' Legear                                                                   |
| 26 september 2008 Stade Maurice Dufrasne Luik             | 65' Witsel 90' Jovanović                                                         | 0-1 1-1 2-1                     | 57' Iakovenko                         | Zitka Wasilewski, Juhasz, Deschacht, Van Damme Gillet, Biglia, Polak(43' Goor) Legear(46' Iakovenko), Vlcek(80' Chatelle), Boussoufa             | 19' Legear                                                                   |
| 3 oktober 2008 Constant Vanden Stockstadion Anderlecht    | RSC Anderlecht                                                                   | 2-1                             | Excelsior Moeskroen                   | Zitka Wasilewski, Juhasz, Deschacht, Van Damme Gillet, Sare, Boussoufa Vlcek(64' Iakovenko), Boelykin(89' Rnic), Chatelle(78' Losada)            | 90' Van Damme                                                                |
| 3 oktober 2008 Constant Vanden Stockstadion Anderlecht    | 30' Boussoufa 53' Chatelle                                                       | 1-0 2-0 2-1                     | 69' Baseggio                          | Zitka Wasilewski, Juhasz, Deschacht, Van Damme Gillet, Sare, Boussoufa Vlcek(64' Iakovenko), Boelykin(89' Rnic), Chatelle(78' Losada)            | 90' Van Damme                                                                |
| 19 oktober 2008 Regenboogstadion Waregem                  | Zulte Waregem                                                                    | 4-0                             | RSC Anderlecht                        | Zitka Wasilewski, Juhasz, Deschacht, Van Damme Gillet, Biglia, Goor(46' Frutos) Legear(76' Chatelle), Iakovenko(63' Losada), Boussoufa           | 25' Goor 57' Van Damme 60' Frutos                                            |
| 19 oktober 2008 Regenboogstadion Waregem                  | 22' Leye 54' Matton 70' Roelandts 90' Mutombo                                    | 1-0 2-0 3-0 4-0                 |                                       | Zitka Wasilewski, Juhasz, Deschacht, Van Damme Gillet, Biglia, Goor(46' Frutos) Legear(76' Chatelle), Iakovenko(63' Losada), Boussoufa           | 25' Goor 57' Van Damme 60' Frutos                                            |
| 25 oktober 2008 Constant Vanden Stockstadion Anderlecht   | RSC Anderlecht                                                                   | 7-1                             | KV Mechelen                           | Zitka Wasilewski, Juhasz(76' Sare), Deschacht, Van Damme Gillet, Biglia, Losada Vlcek(83' Legear), Frutos(67' Boelykin), Boussoufa               |                                                                              |
| 25 oktober 2008 Constant Vanden Stockstadion Anderlecht   | 18' Vlcek 31' Frutos 36' Frutos 40' Boussoufa 58' Frutos 82' Gillet 90' Boelykin | 0-1 1-1 2-1 3-1 4-1 5-1 6-1 7-1 | 17' Ivens                             | Zitka Wasilewski, Juhasz(76' Sare), Deschacht, Van Damme Gillet, Biglia, Losada Vlcek(83' Legear), Frutos(67' Boelykin), Boussoufa               |                                                                              |
| 2 november 2008 Olympisch Stadion Antwerpen               | Germinal Beerschot                                                               | 1-3                             | RSC Anderlecht                        | Zitka Wasilewski, Juhasz, Deschacht, Van Damme Gillet, Biglia, Losada(86' Sare) Vlcek(59' Chatelle), Frutos(90+3' Kruiswijk), Boussoufa          | 34' Juhasz 38' Wasilewski 89' Juhasz                                         |
| 2 november 2008 Olympisch Stadion Antwerpen               | 12' Malki                                                                        | 1-0 1-1 1-2 1-3                 | 64' Wasilewski 67' Gillet 72' Losada  | Zitka Wasilewski, Juhasz, Deschacht, Van Damme Gillet, Biglia, Losada(86' Sare) Vlcek(59' Chatelle), Frutos(90+3' Kruiswijk), Boussoufa          | 34' Juhasz 38' Wasilewski 89' Juhasz                                         |
| 8 november 2008 Constant Vanden Stockstadion Anderlecht   | RSC Anderlecht                                                                   | 2-3                             | KSC Lokeren                           | Zitka Wasilewski, Rnic, Deschacht, Van Damme Gillet, Biglia, Losada Vlcek, Frutos, Boussoufa                                                     | 57' Van Damme                                                                |
| 8 november 2008 Constant Vanden Stockstadion Anderlecht   | 66' Legear 73' Frutos                                                            | 0-1 0-2 0-3 1-3 2-3             | 25' Maazou 32' Maazou 53' Dupré       | Zitka Wasilewski, Rnic, Deschacht, Van Damme Gillet, Biglia, Losada Vlcek, Frutos, Boussoufa                                                     | 57' Van Damme                                                                |
| 16 november 2008 Jan Breydelstadion Brugge                | Club Brugge                                                                      | 1-1                             | RSC Anderlecht                        | Zitka Wasilewski, Juhasz, Kruiswijk, Deschacht Gillet, Sare(46' Biglia), Polak Legear(83' Chatelle), Frutos, Boussoufa(90' Suarez)               | 36' Wasilewski 45' Frutos 79' Frutos                                         |
| 16 november 2008 Jan Breydelstadion Brugge                | 4' Sonck                                                                         | 1-0 1-1                         | 50' Boussoufa                         | Zitka Wasilewski, Juhasz, Kruiswijk, Deschacht Gillet, Sare(46' Biglia), Polak Legear(83' Chatelle), Frutos, Boussoufa(90' Suarez)               | 36' Wasilewski 45' Frutos 79' Frutos                                         |
| 22 november 2008 Constant Vanden Stockstadion Anderlecht  | RSC Anderlecht                                                                   | 2-0                             | KVC Westerlo                          | Zitka Juhasz, Kruiswijk, Deschacht Gillet, Biglia, Polak, Van Damme, Boussoufa(86' Losada) Legear(70' Chatelle), Suarez(90' Boelykin)            |                                                                              |
| 22 november 2008 Constant Vanden Stockstadion Anderlecht  | 13' Boussoufa 89' Biglia                                                         | 1-0 2-0                         |                                       | Zitka Juhasz, Kruiswijk, Deschacht Gillet, Biglia, Polak, Van Damme, Boussoufa(86' Losada) Legear(70' Chatelle), Suarez(90' Boelykin)            |                                                                              |
| 28 november 2008 Florent Beeckmanstadion Denderleeuw      | FC Dender                                                                        | 0-2                             | RSC Anderlecht                        | Zitka(88' Schollen) Wasilewski, Juhasz, Kruiswijk, Deschacht Gillet, Biglia, Polak, Van Damme(46' Boussoufa) Frutos, Suarez(74' Legear)          | 84' Wasilewski                                                               |
| 28 november 2008 Florent Beeckmanstadion Denderleeuw      |                                                                                  | 0-1 0-2                         | 4' Gillet 51' Frutos                  | Zitka(88' Schollen) Wasilewski, Juhasz, Kruiswijk, Deschacht Gillet, Biglia, Polak, Van Damme(46' Boussoufa) Frutos, Suarez(74' Legear)          | 84' Wasilewski                                                               |
| 6 december 2008 Constant Vanden Stockstadion Anderlecht   | RSC Anderlecht                                                                   | 5-1                             | AFC Tubize                            | Schollen Wasilewski, Juhasz, Kruiswijk, Deschacht(70' Goor) Gillet, Biglia(58' Suarez), Polak Legear, Frutos(77' Chatelle), Boussoufa            | 45' Polak 75' Juhasz                                                         |
| 6 december 2008 Constant Vanden Stockstadion Anderlecht   | 20' Frutos 25' Boussoufa 28' Gillet 50' Polak 56' Legear                         | 1-0 2-0 3-0 4-0 4-1 5-1         | 54' Perbet                            | Schollen Wasilewski, Juhasz, Kruiswijk, Deschacht(70' Goor) Gillet, Biglia(58' Suarez), Polak Legear, Frutos(77' Chatelle), Boussoufa            | 45' Polak 75' Juhasz                                                         |
| 14 december 2008 Schiervelde Roeselare                    | KSV Roeselare                                                                    | 0-3                             | RSC Anderlecht                        | Schollen Rnic, Juhasz, Kruiswijk, Deschacht Gillet, Biglia, Polak(86' Goor) Legear(82' Chatelle), Suarez(73' Boelykin), Boussoufa                |                                                                              |
| 14 december 2008 Schiervelde Roeselare                    |                                                                                  | 0-1 0-2 0-3                     | 64' Legear 81' Polak 88' Goor         | Schollen Rnic, Juhasz, Kruiswijk, Deschacht Gillet, Biglia, Polak(86' Goor) Legear(82' Chatelle), Suarez(73' Boelykin), Boussoufa                |                                                                              |
| 19 december 2008 Constant Vanden Stockstadion Anderlecht  | RSC Anderlecht                                                                   | 2-0                             | KRC Genk                              | Schollen Rnic, Juhasz, Kruiswijk, Deschacht Gillet, Biglia, Polak Chatelle(75' Legear), Boelykin(70' Kanu), Boussoufa(90+3' Goor)                | 44' Juhasz 60' Boussoufa                                                     |
| 19 december 2008 Constant Vanden Stockstadion Anderlecht  | 33' Gillet 90+2' Legear                                                          | 1-0 2-0                         |                                       | Schollen Rnic, Juhasz, Kruiswijk, Deschacht Gillet, Biglia, Polak Chatelle(75' Legear), Boelykin(70' Kanu), Boussoufa(90+3' Goor)                | 44' Juhasz 60' Boussoufa                                                     |
| Terugronde                                                |                                                                                  |                                 |                                       | |                                                                              |
| 16 januari 2009 Constant Vanden Stockstadion Anderlecht   | RSC Anderlecht                                                                   | 1-2                             | Cercle Brugge                         | Schollen Rnic, Bernárdez(77' Boelykin), Kruiswijk, Deschacht Gillet, Biglia, Polak(69' Losada) Chatelle(60' Legear), De Sutter, Boussoufa        | 71' Deschacht 90+1' Boelykin                                                 |
| 16 januari 2009 Constant Vanden Stockstadion Anderlecht   | 23' Gillet                                                                       | 0-1 1-1 1-2                     | 1' Iachtchouk 64' Iachtchouk          | Schollen Rnic, Bernárdez(77' Boelykin), Kruiswijk, Deschacht Gillet, Biglia, Polak(69' Losada) Chatelle(60' Legear), De Sutter, Boussoufa        | 71' Deschacht 90+1' Boelykin                                                 |
| 31 januari 2009 Guldensporenstadion Kortrijk              | KV Kortrijk                                                                      | 1-3                             | RSC Anderlecht                        | Schollen Rnic(46' Losada), Juhasz, Kruiswijk, Deschacht Gillet, Biglia, Polak Vlcek(73' Legear), De Sutter(89' Iakovenko), Boussoufa             | 38' Deschacht                                                                |
| 31 januari 2009 Guldensporenstadion Kortrijk              | 11' Kums                                                                         | 1-0 1-1 1-2 1-3                 | 51' Vlcek 63' Juhasz 90+3' Boussoufa  | Schollen Rnic(46' Losada), Juhasz, Kruiswijk, Deschacht Gillet, Biglia, Polak Vlcek(73' Legear), De Sutter(89' Iakovenko), Boussoufa             | 38' Deschacht                                                                |
| 7 februari 2009 Constant Vanden Stockstadion Anderlecht   | RSC Anderlecht                                                                   | 3-2                             | RAEC Mons                             | Schollen Gillet, Bernárdez, Juhasz, Kruiswijk Polak, Biglia, Losada(90' Wasilewski) Vlcek(34' Legear), De Sutter, Boussoufa                      | 64' Losada 89' Schollen                                                      |
| 7 februari 2009 Constant Vanden Stockstadion Anderlecht   | 45' Bernárdez 70' De Sutter 81' Juhasz                                           | 0-1 0-2 1-2 2-2 3-2             | 15' Gueye 31' Collet                  | Schollen Gillet, Bernárdez, Juhasz, Kruiswijk Polak, Biglia, Losada(90' Wasilewski) Vlcek(34' Legear), De Sutter, Boussoufa                      | 64' Losada 89' Schollen                                                      |
| 15 februari 2009 Stade du Pays de Charleroi Charleroi     | Sporting Charleroi                                                               | 0-1                             | RSC Anderlecht                        | Schollen Wasilewski, Juhasz, Kruiswijk, Deschacht Gillet(80' Chatelle), Biglia, Sare, Legear(85' Iakovenko) De Sutter(90' Suarez), Boussoufa     | 63' Sare                                                                     |
| 15 februari 2009 Stade du Pays de Charleroi Charleroi     |                                                                                  | 0-1                             | 49' Juhasz                            | Schollen Wasilewski, Juhasz, Kruiswijk, Deschacht Gillet(80' Chatelle), Biglia, Sare, Legear(85' Iakovenko) De Sutter(90' Suarez), Boussoufa     | 63' Sare                                                                     |
| 18 februari 2009 Jules Ottenstadion Gent                  | AA Gent                                                                          | 1-2                             | RSC Anderlecht                        | Schollen Wasilewski, Juhasz, Kruiswijk, Deschacht Gillet, Biglia, Sare, Legear(67' Iakovenko) De Sutter(58' Polak), Boussoufa(85' Losada)        | 42' Sare 53' Sare 80' Iakovenko                                              |
| 18 februari 2009 Jules Ottenstadion Gent                  | 12' De Sutter 53' De Sutter                                                      | 0-1 0-2 1-2                     | 90+3' Ljubijankic                     | Schollen Wasilewski, Juhasz, Kruiswijk, Deschacht Gillet, Biglia, Sare, Legear(67' Iakovenko) De Sutter(58' Polak), Boussoufa(85' Losada)        | 42' Sare 53' Sare 80' Iakovenko                                              |
| 22 februari 2009 Constant Vanden Stockstadion Anderlecht  | RSC Anderlecht                                                                   | 4-2                             | Standard Luik                         | Schollen Wasilewski, Juhasz, Kruiswijk, Deschacht Gillet(90+1' Chatelle), Biglia, Polak, Legear(78' Iakovenko) De Sutter, Boussoufa(89' Losada)  | 43' De Sutter 70' Wasilewski                                                 |
| 22 februari 2009 Constant Vanden Stockstadion Anderlecht  | 45' Boussoufa 60' Boussoufa 68' Wasilewski 75' De Sutter                         | 0-1 1-1 1-2 2-2 3-2 4-2         | 9' Dalmat 49' Mbokani                 | Schollen Wasilewski, Juhasz, Kruiswijk, Deschacht Gillet(90+1' Chatelle), Biglia, Polak, Legear(78' Iakovenko) De Sutter, Boussoufa(89' Losada)  | 43' De Sutter 70' Wasilewski                                                 |
| 28 februari 2009 Le Canonnier Moeskroen                   | Excelsior Moeskroen                                                              | 1-1                             | RSC Anderlecht                        | Schollen Wasilewski, Juhasz, Kruiswijk, Deschacht Gillet, Sare(61' Boelykin), Polak, Chatelle(75' Iakovenko) Suarez(89' Losada), Boussoufa       | 40' Juhasz                                                                   |
| 28 februari 2009 Le Canonnier Moeskroen                   | 48' Van Dooren                                                                   | 1-0 1-1                         | 68' Chatelle                          | Schollen Wasilewski, Juhasz, Kruiswijk, Deschacht Gillet, Sare(61' Boelykin), Polak, Chatelle(75' Iakovenko) Suarez(89' Losada), Boussoufa       | 40' Juhasz                                                                   |
| 7 maart 2009 Constant Vanden Stockstadion Anderlecht      | RSC Anderlecht                                                                   | 2-0                             | Zulte Waregem                         | Schollen Wasilewski, Juhasz, Kruiswijk, Deschacht Gillet(87' Losada), Biglia, Polak, Iakovenko(79' Legear) De Sutter, Boussoufa                  | 44' De Sutter 80' Wasilewski 88' Legear                                      |
| 7 maart 2009 Constant Vanden Stockstadion Anderlecht      | 8' De Sutter 29' Wasilewski                                                      | 1-0 2-0                         |                                       | Schollen Wasilewski, Juhasz, Kruiswijk, Deschacht Gillet(87' Losada), Biglia, Polak, Iakovenko(79' Legear) De Sutter, Boussoufa                  | 44' De Sutter 80' Wasilewski 88' Legear                                      |
| 13 maart 2009 Achter de Kazerne Mechelen                  | KV Mechelen                                                                      | 2-1                             | RSC Anderlecht                        | Schollen Rnic, Juhasz, Bernárdez, Deschacht(70' Van Damme) Gillet, Biglia, Polak Legear(46' Iakovenko), De Sutter, Boussoufa                     | 39' Rnic 77' Biglia 80' Iakovenko 81' Boussoufa                              |
| 13 maart 2009 Achter de Kazerne Mechelen                  | 47' Vleminckx 67' Rossini                                                        | 1-0 2-0 2-1                     | 78' De Sutter                         | Schollen Rnic, Juhasz, Bernárdez, Deschacht(70' Van Damme) Gillet, Biglia, Polak Legear(46' Iakovenko), De Sutter, Boussoufa                     | 39' Rnic 77' Biglia 80' Iakovenko 81' Boussoufa                              |
| 21 maart 2009 Constant Vanden Stockstadion Anderlecht     | RSC Anderlecht                                                                   | 2-0                             | Germinal Beerschot                    | Schollen Wasilewski, Juhasz, Deschacht, Van Damme Gillet, Biglia, Polak Vlcek(57' Chatelle), De Sutter(90+2' Mukendi), Losada(76' Suarez)        | 69' Polak                                                                    |
| 21 maart 2009 Constant Vanden Stockstadion Anderlecht     | 64' Wasilewski 90+2' Suarez                                                      | 1-0 2-0                         |                                       | Schollen Wasilewski, Juhasz, Deschacht, Van Damme Gillet, Biglia, Polak Vlcek(57' Chatelle), De Sutter(90+2' Mukendi), Losada(76' Suarez)        | 69' Polak                                                                    |
| 5 april 2009 Daknamstadion Lokeren                        | KSC Lokeren                                                                      | 0-0                             | RSC Anderlecht                        | Schollen Wasilewski, Juhasz, Bernárdez, Deschacht(77' Suarez) Gillet, Biglia, Van Damme Chatelle(74' Iakovenko), De Sutter, Boussoufa            | 15' Wasilewski 18' De Sutter 47' Gillet 59' Van Damme                        |
| 5 april 2009 Daknamstadion Lokeren                        |                                                                                  |                                 |                                       | Schollen Wasilewski, Juhasz, Bernárdez, Deschacht(77' Suarez) Gillet, Biglia, Van Damme Chatelle(74' Iakovenko), De Sutter, Boussoufa            | 15' Wasilewski 18' De Sutter 47' Gillet 59' Van Damme                        |
| 12 april 2009 Constant Vanden Stockstadion Anderlecht     | RSC Anderlecht                                                                   | 1-0                             | Club Brugge                           | Schollen Wasilewski, Juhasz, Deschacht, Van Damme Gillet, Biglia, Polak Chatelle(65' Legear), De Sutter, Boussoufa(88' Iakovenko)                | 1' Van Damme 67' Polak 75' Deschacht                                         |
| 12 april 2009 Constant Vanden Stockstadion Anderlecht     | 23' Boussoufa                                                                    | 1-0                             |                                       | Schollen Wasilewski, Juhasz, Deschacht, Van Damme Gillet, Biglia, Polak Chatelle(65' Legear), De Sutter, Boussoufa(88' Iakovenko)                | 1' Van Damme 67' Polak 75' Deschacht                                         |
| 19 april 2009 't Kuipje Westerlo                          | KVC Westerlo                                                                     | 0-1                             | RSC Anderlecht                        | Schollen Wasilewski, Juhasz, Deschacht, Van Damme Gillet(85' Sare), Biglia, Polak Chatelle(73' Legear), De Sutter, Boussoufa(88' Iakovenko)      | 78' Legear                                                                   |
| 19 april 2009 't Kuipje Westerlo                          |                                                                                  | 0-1                             | 52' De Sutter                         | Schollen Wasilewski, Juhasz, Deschacht, Van Damme Gillet(85' Sare), Biglia, Polak Chatelle(73' Legear), De Sutter, Boussoufa(88' Iakovenko)      | 78' Legear                                                                   |
| 25 april 2009 Constant Vanden Stockstadion Anderlecht     | RSC Anderlecht                                                                   | 4-0                             | FC Dender                             | Schollen Wasilewski(58' Bernárdez), Juhasz, Deschacht, Van Damme Gillet, Biglia(71' Losada), Polak Chatelle, De Sutter(78' Iakovenko), Boussoufa | 18' Wasilewski                                                               |
| 25 april 2009 Constant Vanden Stockstadion Anderlecht     | 39' De Sutter 41' Wasilewski 43' De Sutter 77' Chatelle                          | 1-0 2-0 3-0 4-0                 |                                       | Schollen Wasilewski(58' Bernárdez), Juhasz, Deschacht, Van Damme Gillet, Biglia(71' Losada), Polak Chatelle, De Sutter(78' Iakovenko), Boussoufa | 18' Wasilewski                                                               |
| 3 mei 2009 Stade Leburton Tubeke                          | AFC Tubize                                                                       | 1-1                             | RSC Anderlecht                        | Schollen Wasilewski, Bernárdez, Deschacht, Van Damme Gillet, Biglia, Polak Chatelle(81' Suarez), De Sutter(72' Iakovenko), Boussoufa             | 5' Gillet 41' Polak 71' Polak                                                |
| 3 mei 2009 Stade Leburton Tubeke                          | 83' Dufer                                                                        | 1-0 1-1                         | 90+4' Wasilewski                      | Schollen Wasilewski, Bernárdez, Deschacht, Van Damme Gillet, Biglia, Polak Chatelle(81' Suarez), De Sutter(72' Iakovenko), Boussoufa             | 5' Gillet 41' Polak 71' Polak                                                |
| 9 mei 2009 Constant Vanden Stockstadion Anderlecht        | RSC Anderlecht                                                                   | 3-1                             | KSV Roeselare                         | Schollen Wasilewski, Juhasz, Deschacht, Van Damme Legear(82' Bernárdez), Biglia(67' Losada), Sare Chatelle, De Sutter(57' Suarez), Boussoufa     |                                                                              |
| 9 mei 2009 Constant Vanden Stockstadion Anderlecht        | 12' Boussoufa 47' Van Damme 63' Biglia                                           | 1-0 2-0 3-0 3-1                 | 68' Dissa                             | Schollen Wasilewski, Juhasz, Deschacht, Van Damme Legear(82' Bernárdez), Biglia(67' Losada), Sare Chatelle, De Sutter(57' Suarez), Boussoufa     |                                                                              |
| 16 mei 2009 Cristal Arena Genk                            | KRC Genk                                                                         | 0-2                             | RSC Anderlecht                        | Schollen Wasilewski, Juhasz, Deschacht, Van Damme Gillet, Biglia, Polak Chatelle(67' Legear), De Sutter, Boussoufa                               | 31' Gillet 35' Polak 65' Biglia 82' Legear 90' Boussoufa                     |
| 16 mei 2009 Cristal Arena Genk                            |                                                                                  | 0-1 0-2                         | 39' Boussoufa 58' Wasilewski          | Schollen Wasilewski, Juhasz, Deschacht, Van Damme Gillet, Biglia, Polak Chatelle(67' Legear), De Sutter, Boussoufa                               | 31' Gillet 35' Polak 65' Biglia 82' Legear 90' Boussoufa                     |
| Testwedstrijden (*)                                       |                                                                                  |                                 |                                       | |                                                                              |
| 21 mei 2009 Constant Vanden Stockstadion Anderlecht       | RSC Anderlecht                                                                   | 1-1                             | Standard Luik                         | Schollen Wasilewski, Juhasz, Deschacht, Van Damme Gillet(37' Legear), Biglia, Polak Chatelle(63' Iakovenko), De Sutter, Boussoufa                |                                                                              |
| 21 mei 2009 Constant Vanden Stockstadion Anderlecht       | 50' Legear                                                                       | 1-0 1-1                         | 60' Mbokani                           | Schollen Wasilewski, Juhasz, Deschacht, Van Damme Gillet(37' Legear), Biglia, Polak Chatelle(63' Iakovenko), De Sutter, Boussoufa                |                                                                              |
| 24 mei 2009 Stade Maurice Dufrasne Luik                   | Standard Luik                                                                    | 1-0                             | RSC Anderlecht                        | Schollen Wasilewski, Juhasz, Bernárdez(64' Lukaku), Deschacht(77' Chatelle) Legear, Biglia, Polak, Van Damme De Sutter, Boussoufa                | 6' Deschacht 26' Biglia 55' Juhasz 85' Van Damme 90' Lukaku 90+3' Wasilewski |
| 24 mei 2009 Stade Maurice Dufrasne Luik                   | 40' Witsel                                                                       | 1-0                             |                                       | Schollen Wasilewski, Juhasz, Bernárdez(64' Lukaku), Deschacht(77' Chatelle) Legear, Biglia, Polak, Van Damme De Sutter, Boussoufa                | 6' Deschacht 26' Biglia 55' Juhasz 85' Van Damme 90' Lukaku 90+3' Wasilewski |

(*) Anderlecht en Standard Luik eindigden de competitie met hetzelfde puntenaantal en identieke wedstrijdstatistieken. Hierdoor moesten beide clubs nog testwedstrijden spelen. Standard trok aan het langste eind en speelde voor de tweede keer op rij kampioen.

### Overzicht
| Speeldag  | 1 | 2 | 3 | 4  | 5  | 6  | 7  | 8  | 9  | 10 | 11 | 12 | 13 | 14 | 15 | 16 | 17 | 18 | 19 | 20 | 21 | 22 | 23 | 24 | 25 | 26 | 27 | 28 | 29 | 30 | 31 | 32 | 33 | 34 | T | T |
| --------- | - | - | - | -- | -- | -- | -- | -- | -- | -- | -- | -- | -- | -- | -- | -- | -- | -- | -- | -- | -- | -- | -- | -- | -- | -- | -- | -- | -- | -- | -- | -- | -- | -- | - | - |
| Resultaat | w | g | w | w  | w  | v  | w  | v  | w  | w  | v  | g  | w  | w  | w  | w  | w  | v  | w  | w  | w  | w  | w  | g  | w  | v  | w  | g  | w  | w  | w  | g  | w  | w  | g | v |
| Punten    | 3 | 4 | 7 | 10 | 13 | 13 | 16 | 16 | 19 | 22 | 22 | 23 | 26 | 29 | 32 | 35 | 38 | 38 | 41 | 44 | 47 | 50 | 53 | 54 | 57 | 57 | 60 | 61 | 64 | 67 | 70 | 71 | 74 | 77 | - | - |

### Statistieken
| No. | Naam                | Wedstr. |    |   |   |    |    |
| --- | ------------------- | ------- | -- | - | - | -- | -- |
| 1   | Daniel Zitka        | 14      | 0  | 0 | 0 | 0  | 1  |
| 3   | Olivier Deschacht   | 34      | 0  | 5 | 0 | 0  | 4  |
| 4   | Arnold Kruiswijk    | 17      | 0  | 0 | 0 | 2  | 0  |
| 5   | Lucas Biglia        | 32      | 2  | 3 | 0 | 2  | 4  |
| 6   | Jelle Van Damme     | 24      | 3  | 6 | 0 | 1  | 2  |
| 7   | Stanislav Vlček     | 11      | 4  | 0 | 0 | 1  | 10 |
| 8   | Jan Polák           | 28      | 2  | 7 | 1 | 1  | 4  |
| 9   | Matías Suárez       | 11      | 1  | 0 | 0 | 7  | 4  |
| 10  | Kanu                | 1       | 0  | 0 | 0 | 1  | 0  |
| 11  | Mbark Boussoufa     | 35      | 11 | 4 | 0 | 2  | 7  |
| 12  | Thomas Chatelle     | 28      | 4  | 0 | 0 | 15 | 12 |
| 13  | Jonathan Legear     | 28      | 6  | 4 | 0 | 12 | 13 |
| 14  | Bart Goor           | 9       | 1  | 1 | 0 | 7  | 1  |
| 17  | Hernan Losada       | 21      | 1  | 3 | 0 | 13 | 7  |
| 19  | Nicolás Frutos      | 7       | 6  | 3 | 1 | 1  | 3  |
| 20  | Oleksandr Iakovenko | 20      | 2  | 3 | 0 | 17 | 3  |
| 21  | Tom De Sutter       | 18      | 9  | 3 | 0 | 0  | 6  |
| 22  | Davy Schollen       | 23      | 0  | 1 | 0 | 1  | 0  |
| 23  | Roland Juhász       | 33      | 4  | 7 | 1 | 0  | 1  |
| 25  | Sébastien Bruzzese  | 0       | 0  | 0 | 0 | 0  | 0  |
| 26  | Víctor Bernárdez    | 8       | 1  | 0 | 0 | 2  | 2  |
| 27  | Marcin Wasilewski   | 30      | 8  | 9 | 0 | 1  | 1  |
| 28  | Michael Cordier     | 0       | 0  | 0 | 0 | 0  | 0  |
| 29  | Dmitri Boelykin     | 10      | 3  | 1 | 0 | 6  | 4  |
| 30  | Guillaume Gillet    | 34      | 8  | 4 | 0 | 0  | 5  |
| 34  | Olivier Mukendi     | 1       | 0  | 0 | 0 | 1  | 0  |
| 36  | Romelu Lukaku       | 1       | 0  | 1 | 0 | 1  | 0  |
| 44  | Nemanja Rnic        | 7       | 0  | 0 | 1 | 1  | 2  |
| 99  | Bakary Sare         | 9       | 0  | 3 | 1 | 3  | 2  |

## UEFA Champions League
RSC Anderlecht kende tijdens het seizoen 2008/09 een teleurstellende Europese campagne. Anderlecht werd reeds in kwalificatierondes van de UEFA Champions League uitgeschakeld door het Wit-Russische FC BATE Barysaw. Rechtsachter Wasilewski kreeg in de heenwedstrijd tegen BATE een rode kaart. Zijn vervanger Rnic kreeg in de terugwedstrijd ook rood. Kanu, Kruiswijk, Losada, Suarez en Rnic maakten in deze Europese wedstrijden hun officieel debuut voor Anderlecht.

### Wedstrijden
| UEFA Champions League                                      |                           |                 |                             | |                                                        |
| Wedstrijddetails                                           | Thuisploeg                | Uitslag         | Uitploeg                    | Opstelling | Kaarten                                                |
| 2e voorronde                                               |                           |                 |                             | |                                                        |
| 30 juli 2008 20:30 Constant Vanden Stockstadion Anderlecht | RSC Anderlecht            | 1-2             | BATE Borisov                | Zitka Wasilewski, Juhasz, Kruiswijk, Goor Chatelle(63' Legear), Gillet, Polak, Losada(82' Suarez) Boussoufa, Kanu | 11' Kanu 60' Wasilewski 68' Wasilewski 90+1' Boussoufa |
| 30 juli 2008 20:30 Constant Vanden Stockstadion Anderlecht | 67' Gillet                | 1-0 1-1 1-2     | 69' Kryvets 88' Nyakhaychyk | Zitka Wasilewski, Juhasz, Kruiswijk, Goor Chatelle(63' Legear), Gillet, Polak, Losada(82' Suarez) Boussoufa, Kanu | 11' Kanu 60' Wasilewski 68' Wasilewski 90+1' Boussoufa |
| 6 augustus 2008 18:00 Horodskistadion Barysaw              | BATE Borisov              | 2-2             | RSC Anderlecht              | Zitka Rnic, Juhasz, Deschacht, Goor Gillet, Biglia, Polak, Boussoufa Vlcek(60' Chatelle), Kanu(53' Suarez)        | 36' Rnic 43' Juhasz 71' Rnic 83' Biglia                |
| 6 augustus 2008 18:00 Horodskistadion Barysaw              | 18' Bliznyuk 83' Rodionov | 1-0 1-1 2-1 2-2 | 22' Biglia 87' Polak        | Zitka Rnic, Juhasz, Deschacht, Goor Gillet, Biglia, Polak, Boussoufa Vlcek(60' Chatelle), Kanu(53' Suarez)        | 36' Rnic 43' Juhasz 71' Rnic 83' Biglia                |

### Statistieken
| No. | Naam                | Wedstr. |   |   |   |   |   |
| --- | ------------------- | ------- | - | - | - | - | - |
| 1   | Daniel Zitka        | 2       | 0 | 0 | 0 | 0 | 0 |
| 3   | Olivier Deschacht   | 1       | 0 | 0 | 0 | 0 | 0 |
| 4   | Arnold Kruiswijk    | 1       | 0 | 0 | 0 | 0 | 0 |
| 5   | Lucas Biglia        | 1       | 1 | 1 | 0 | 0 | 0 |
| 6   | Jelle Van Damme     | 0       | 0 | 0 | 0 | 0 | 0 |
| 7   | Stanislav Vlček     | 1       | 0 | 0 | 0 | 0 | 1 |
| 8   | Jan Polák           | 2       | 0 | 0 | 0 | 0 | 1 |
| 9   | Matías Suárez       | 2       | 0 | 0 | 0 | 2 | 0 |
| 10  | Kanu                | 2       | 0 | 1 | 0 | 0 | 1 |
| 11  | Mbark Boussoufa     | 2       | 0 | 1 | 0 | 0 | 0 |
| 12  | Thomas Chatelle     | 2       | 0 | 0 | 0 | 1 | 1 |
| 13  | Jonathan Legear     | 1       | 0 | 0 | 0 | 1 | 0 |
| 14  | Bart Goor           | 2       | 0 | 0 | 0 | 0 | 0 |
| 17  | Hernan Losada       | 1       | 0 | 0 | 0 | 0 | 1 |
| 19  | Nicolás Frutos      | 0       | 0 | 0 | 0 | 0 | 0 |
| 20  | Oleksandr Iakovenko | 0       | 0 | 0 | 0 | 0 | 0 |
| 21  | Tom De Sutter       | 0       | 0 | 0 | 0 | 0 | 0 |
| 22  | Davy Schollen       | 0       | 0 | 0 | 0 | 0 | 0 |
| 23  | Roland Juhász       | 2       | 0 | 1 | 0 | 0 | 0 |
| 25  | Sébastien Bruzzese  | 0       | 0 | 0 | 0 | 0 | 0 |
| 26  | Víctor Bernárdez    | 0       | 0 | 0 | 0 | 0 | 0 |
| 27  | Marcin Wasilewski   | 1       | 0 | 2 | 1 | 0 | 0 |
| 28  | Michael Cordier     | 0       | 0 | 0 | 0 | 0 | 0 |
| 29  | Dmitri Boelykin     | 0       | 0 | 0 | 0 | 0 | 0 |
| 30  | Guillaume Gillet    | 2       | 1 | 0 | 0 | 0 | 0 |
| 34  | Olivier Mukendi     | 0       | 0 | 0 | 0 | 0 | 0 |
| 36  | Romelu Lukaku       | 0       | 0 | 0 | 0 | 0 | 0 |
| 44  | Nemanja Rnic        | 1       | 0 | 2 | 1 | 0 | 0 |
| 99  | Bakary Sare         | 0       | 0 | 0 | 0 | 0 | 0 |

### Tweede voorronde (heen)
|                                               |                |                |                                  |                                                                                                  |
| 30 juli 2008 Voorrondes UEFA Champions League | RSC Anderlecht | 1 – 2          | BATE Barisaw                     | Constant Vanden Stockstadion, Anderlecht Toeschouwers: 18.000 Scheidsrechter: Aleksandar Stavrev |
| 30 juli 2008 Voorrondes UEFA Champions League | 66' Gillet     | Wedstrijdfiche | 67' (pen) Krivets 88' Niachajčyk | Constant Vanden Stockstadion, Anderlecht Toeschouwers: 18.000 Scheidsrechter: Aleksandar Stavrev |

| Anderlecht | BATE Barisaw |

| Anderlecht (4–2–3–1): |    |                   |                         |
|                       |    |                   |                         |
| GK                    | 1  | Daniel Zitka      |                         |
| RB                    | 27 | Marcin Wasilewski | 66' voor strafschopfout |
| CB                    | 23 | Roland Juhász     |                         |
| CB                    | 4  | Arnold Kruiswijk  |                         |
| LB                    | 14 | Bart Goor         |                         |
| CM                    | 17 | Hernán Losada     | 82'                     |
| CM                    | 8  | Jan Polák         |                         |
| RM                    | 30 | Guillaume Gillet  |                         |
| AM                    | 10 | Kanu              | 11'                     |
| LM                    | 11 | Mbark Boussoufa   | 80'                     |
| CF                    | 12 | Thomas Chatelle   | 62'                     |
| Wisselspelers:        |    |                   |                         |
|                       |    |                   |                         |
| MF                    | 13 | Jonathan Legear   | 62'                     |
| FW                    | 9  | Matías Suárez     | 82'                     |
| Coach:                |    |                   |                         |
| Ariël Jacobs          |    |                   |                         |

| BATE Barisaw (4–3–3): |    |                      |                          |
|                       |    |                      |                          |
| GK                    | 16 | Sjarhej Vjeramko     |                          |
| RB                    | 15 | Maksim Žaŭnierčyk    |                          |
| CB                    | 32 | Vladimir Rzjevski    | 89'                      |
| CB                    | 3  | Sjarhej Sasnowski    | 54'                      |
| LB                    | 55 | Aljaksandr Jurevič   |                          |
| CM                    | 17 | Mikhail Sivakov      | 83'                      |
| CM                    | 2  | Dmitryj Lichtarovič  | 79'                      |
| AM                    | 10 | Sjarhej Krivets      |                          |
| RW                    | 14 | Anri Chagoesj        |                          |
| CF                    | 20 | Vitali Rodionov      | 54'                      |
| LW                    | 22 | Igar Stasevitsj      | 52' 55' 75' voor protest |
| Wisselspelers:        |    |                      |                          |
|                       |    |                      |                          |
| FW                    | 13 | Pavjel Niachajčyk    | 55'                      |
| FW                    | 11 | Maksim Skavyš        | 79'                      |
| FW                    | 23 | Aleksej Viskoesjenko | 89'                      |
| Coach:                |    |                      |                          |
| Viktar Hancharenka    |    |                      |                          |

### Tweede voorronde (terug)
|                                                  |                            |                |                            |                                                                         |
| 6 augustus 2008 Voorrondes UEFA Champions League | BATE Barisaw               | 2 – 2          | RSC Anderlecht             | Haradskistadion, Barisaw Toeschouwers: 5.400 Scheidsrechter: Alan Kelly |
| 6 augustus 2008 Voorrondes UEFA Champions League | 18' Bliźnjoek 84' Rodionov | Wedstrijdfiche | 22' (pen) Biglia 87' Polák | Haradskistadion, Barisaw Toeschouwers: 5.400 Scheidsrechter: Alan Kelly |

| BATE Barisaw | Anderlecht |

| BATE Barisaw (4–4–2 ruit): |    |                       |       |
|                            |    |                       |       |
| GK                         | 16 | Sjarhej Vjeramko      |       |
| RB                         | 15 | Maksim Žaŭnierčyk     | 89'   |
| CB                         | 32 | Vladimir Rzjevski     |       |
| CB                         | 3  | Sjarhej Sasnowski     | 21'   |
| LB                         | 55 | Aljaksandr Jurevič    |       |
| DM                         | 2  | Dmitryj Lichtarovič   |       |
| CM                         | 14 | Anri Chagoesj         | 90+3' |
| CM                         | 13 | Pavjel Niachajčyk     | 49'   |
| AM                         | 10 | Sjarhej Krivets       |       |
| RF                         | 9  | Henadź Bliźnjoek      | 38'   |
| LF                         | 20 | Vitali Rodionov       | 20'   |
| Wisselspelers:             |    |                       |       |
|                            |    |                       |       |
| MF                         | 7  | Aljaksandr Jermakovič | 38'   |
| FW                         | 11 | Maksim Skavyš         | 89'   |
| DF                         | 24 | Vitali Kazantsev      | 90+3' |
| Coach:                     |    |                       |       |
| Viktar Hancharenka         |    |                       |       |

| Anderlecht (4–2–3–1): |    |                   |     |
|                       |    |                   |     |
| GK                    | 1  | Daniel Zitka      |     |
| RB                    | 44 | Nemanja Rnić      | 71' |
| CB                    | 23 | Roland Juhász     | 43' |
| CB                    | 3  | Olivier Deschacht |     |
| LB                    | 14 | Bart Goor         |     |
| CM                    | 5  | Lucas Biglia      | 83' |
| CM                    | 8  | Jan Polák         |     |
| RM                    | 30 | Guillaume Gillet  |     |
| AM                    | 10 | Kanu              | 53' |
| LM                    | 11 | Mbark Boussoufa   |     |
| CF                    | 7  | Stanislav Vlček   | 60' |
| Wisselspelers:        |    |                   |     |
|                       |    |                   |     |
| FW                    | 9  | Matías Suárez     | 53' |
| FW                    | 12 | Thomas Chatelle   | 60' |
| Coach:                |    |                   |     |
| Ariël Jacobs          |    |                   |     |

## Beker van België
RSC Anderlecht begon aan de Beker van België in de 1/16 finale. Daarin kwam het uit tegen tweedeklasser RFC Tournai. RSC Anderlecht won met 3-1 en werd een ronde later uitgeschakeld door het KV Mechelen van trainer Peter Maes, die ooit nog voor Anderlecht speelde. Mechelen stootte nadien door tot in de finale, waarin het verloor van KRC Genk.

### Wedstrijden
| Beker van België                                         |                                  |                 |                  | |                                                                  |
| Wedstrijddetails                                         | Thuisploeg                       | Uitslag         | Uitploeg         | Opstelling | Kaarten                                                          |
| 1/16 finale                                              |                                  |                 |                  | |                                                                  |
| 11 november 2008 Constant Vanden Stockstadion Anderlecht | RSC Anderlecht                   | 3-1             | RFC Tournai (II) | Schollen Wasilewski, Juhasz, Deschacht, Van Damme Gillet, Polak(76' Sare), Losada(46' Suarez) Chatelle(58' Legear), Boelykin, Boussoufa | 19' Losada 44' Wasilewski 48' Boussoufa 78' Van Damme 90' Frutos |
| 11 november 2008 Constant Vanden Stockstadion Anderlecht | 10' Losada 68' Legear 86' Suarez | 1-0 1-1 2-1 3-1 | 20' A. Frutos    | Schollen Wasilewski, Juhasz, Deschacht, Van Damme Gillet, Polak(76' Sare), Losada(46' Suarez) Chatelle(58' Legear), Boelykin, Boussoufa | 19' Losada 44' Wasilewski 48' Boussoufa 78' Van Damme 90' Frutos |
| 1/8 finale                                               |                                  |                 |                  | |                                                                  |
| 13 januari 2009 Achter de Kazerne Mechelen               | KV Mechelen                      | 2-1             | RSC Anderlecht   | Schollen Rnic, Juhasz, Kruiswijk(79' Losada), Deschacht Gillet(85' Boelykin), Biglia, Polak Suarez(60' Chatelle), De Sutter, Boussoufa  | 15' Rnic 19' Boussoufa 83' Biglia                                |
| 13 januari 2009 Achter de Kazerne Mechelen               | 18' Vleminckx 50' Mununga        | 1-0 1-1 2-1     | 28' Rnic         | Schollen Rnic, Juhasz, Kruiswijk(79' Losada), Deschacht Gillet(85' Boelykin), Biglia, Polak Suarez(60' Chatelle), De Sutter, Boussoufa  | 15' Rnic 19' Boussoufa 83' Biglia                                |

### Statistieken
| No. | Naam                | Wedstr. |   |   |   |   |   |
| --- | ------------------- | ------- | - | - | - | - | - |
| 1   | Daniel Zitka        | 0       | 0 | 0 | 0 | 0 | 0 |
| 3   | Olivier Deschacht   | 2       | 0 | 0 | 0 | 0 | 0 |
| 4   | Arnold Kruiswijk    | 1       | 0 | 0 | 0 | 0 | 1 |
| 5   | Lucas Biglia        | 1       | 0 | 1 | 0 | 0 | 0 |
| 6   | Jelle Van Damme     | 1       | 0 | 1 | 0 | 0 | 0 |
| 7   | Stanislav Vlček     | 0       | 0 | 0 | 0 | 0 | 0 |
| 8   | Jan Polák           | 2       | 0 | 0 | 0 | 0 | 1 |
| 9   | Matías Suárez       | 2       | 1 | 0 | 0 | 1 | 1 |
| 10  | Kanu                | 0       | 0 | 0 | 0 | 0 | 0 |
| 11  | Mbark Boussoufa     | 2       | 0 | 2 | 0 | 0 | 0 |
| 12  | Thomas Chatelle     | 2       | 0 | 0 | 0 | 1 | 1 |
| 13  | Jonathan Legear     | 1       | 1 | 0 | 0 | 1 | 0 |
| 14  | Bart Goor           | 0       | 0 | 0 | 0 | 0 | 0 |
| 17  | Hernan Losada       | 2       | 1 | 1 | 0 | 1 | 1 |
| 19  | Nicolás Frutos      | 0       | 0 | 0 | 0 | 0 | 0 |
| 20  | Oleksandr Iakovenko | 0       | 0 | 0 | 0 | 0 | 0 |
| 21  | Tom De Sutter       | 1       | 0 | 0 | 0 | 0 | 0 |
| 22  | Davy Schollen       | 2       | 0 | 0 | 0 | 0 | 0 |
| 23  | Roland Juhász       | 2       | 0 | 0 | 0 | 0 | 0 |
| 25  | Sébastien Bruzzese  | 0       | 0 | 0 | 0 | 0 | 0 |
| 26  | Víctor Bernárdez    | 0       | 0 | 0 | 0 | 0 | 0 |
| 27  | Marcin Wasilewski   | 1       | 0 | 1 | 0 | 0 | 0 |
| 28  | Michael Cordier     | 0       | 0 | 0 | 0 | 0 | 0 |
| 29  | Dmitri Boelykin     | 2       | 0 | 0 | 0 | 1 | 0 |
| 30  | Guillaume Gillet    | 2       | 0 | 0 | 0 | 0 | 1 |
| 34  | Olivier Mukendi     | 0       | 0 | 0 | 0 | 0 | 0 |
| 36  | Romelu Lukaku       | 0       | 0 | 0 | 0 | 0 | 0 |
| 44  | Nemanja Rnic        | 1       | 1 | 1 | 0 | 0 | 0 |
| 99  | Bakary Sare         | 1       | 0 | 0 | 0 | 1 | 0 |

## Individuele prijzen
- Ebbenhouten Schoen - Mbark Boussoufa
- Profvoetballer van het Jaar - Mbark Boussoufa

## Afbeeldingen

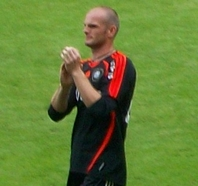
Davy Schollen (doelman)
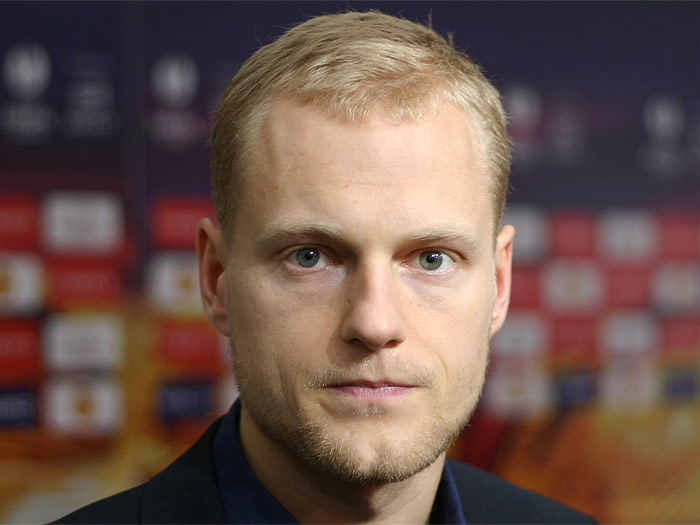
Olivier Deschacht (verdediger)
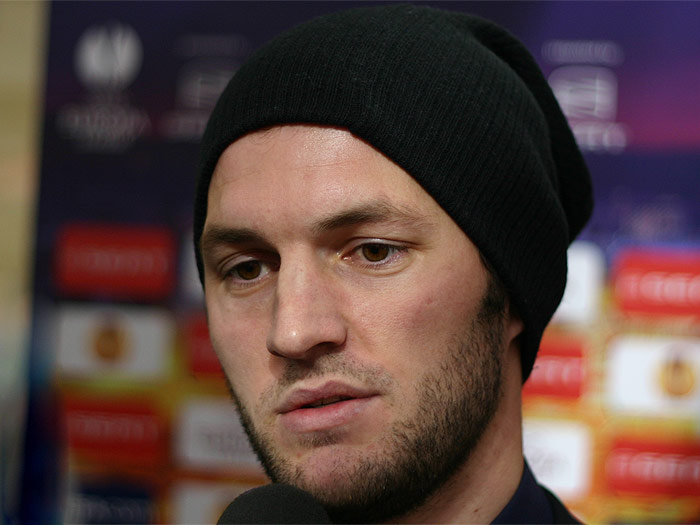
Jelle Van Damme (verdediger)
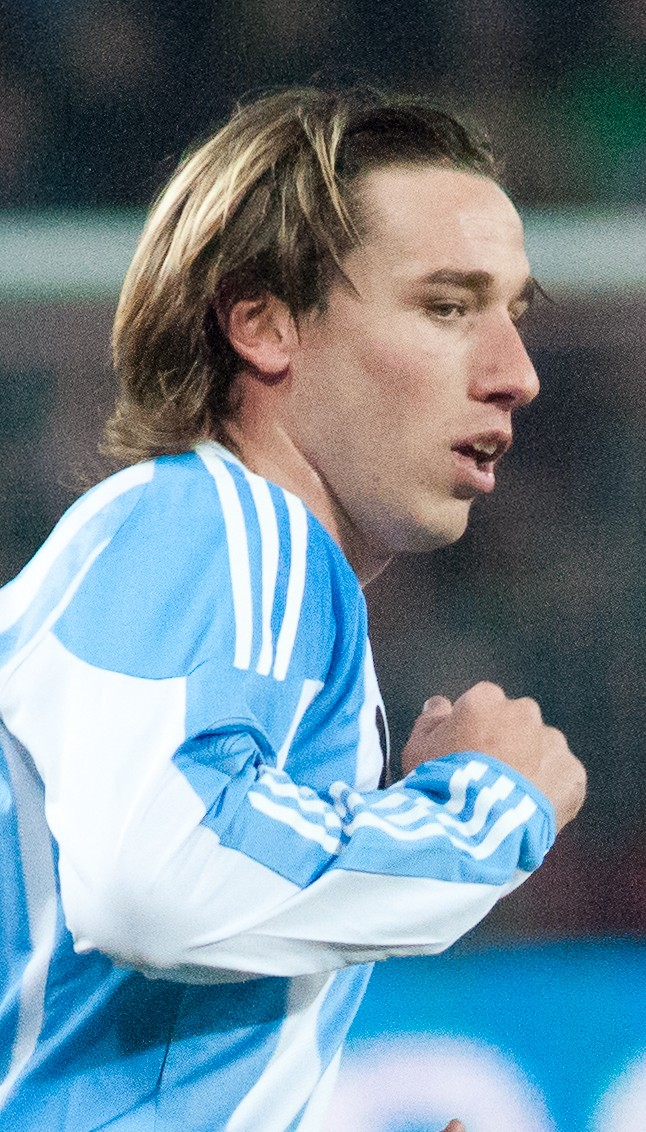
/ Lucas Biglia (middenvelder)
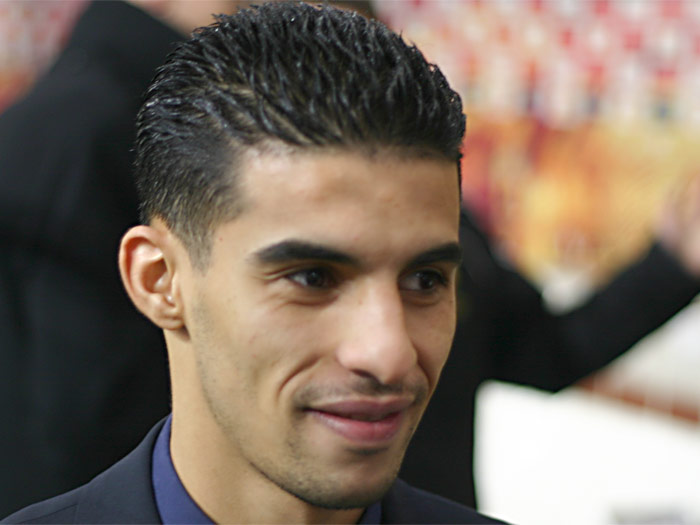
/ Mbark Boussoufa (middenvelder)
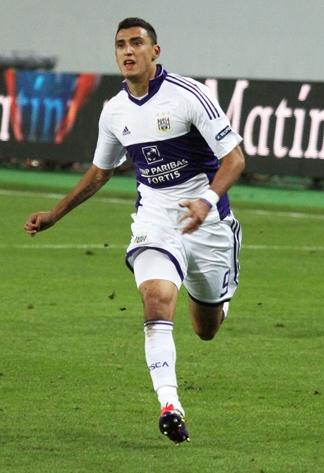
Matías Suárez (aanvaller)
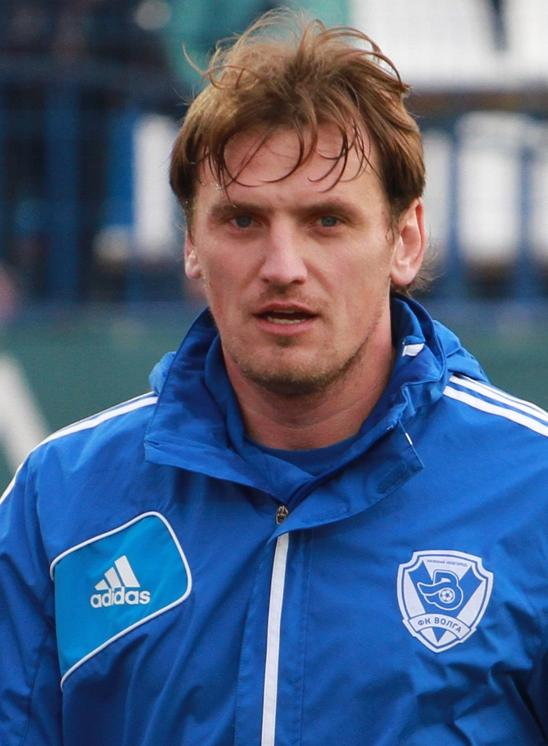
Dmitri Boelykin (aanvaller)
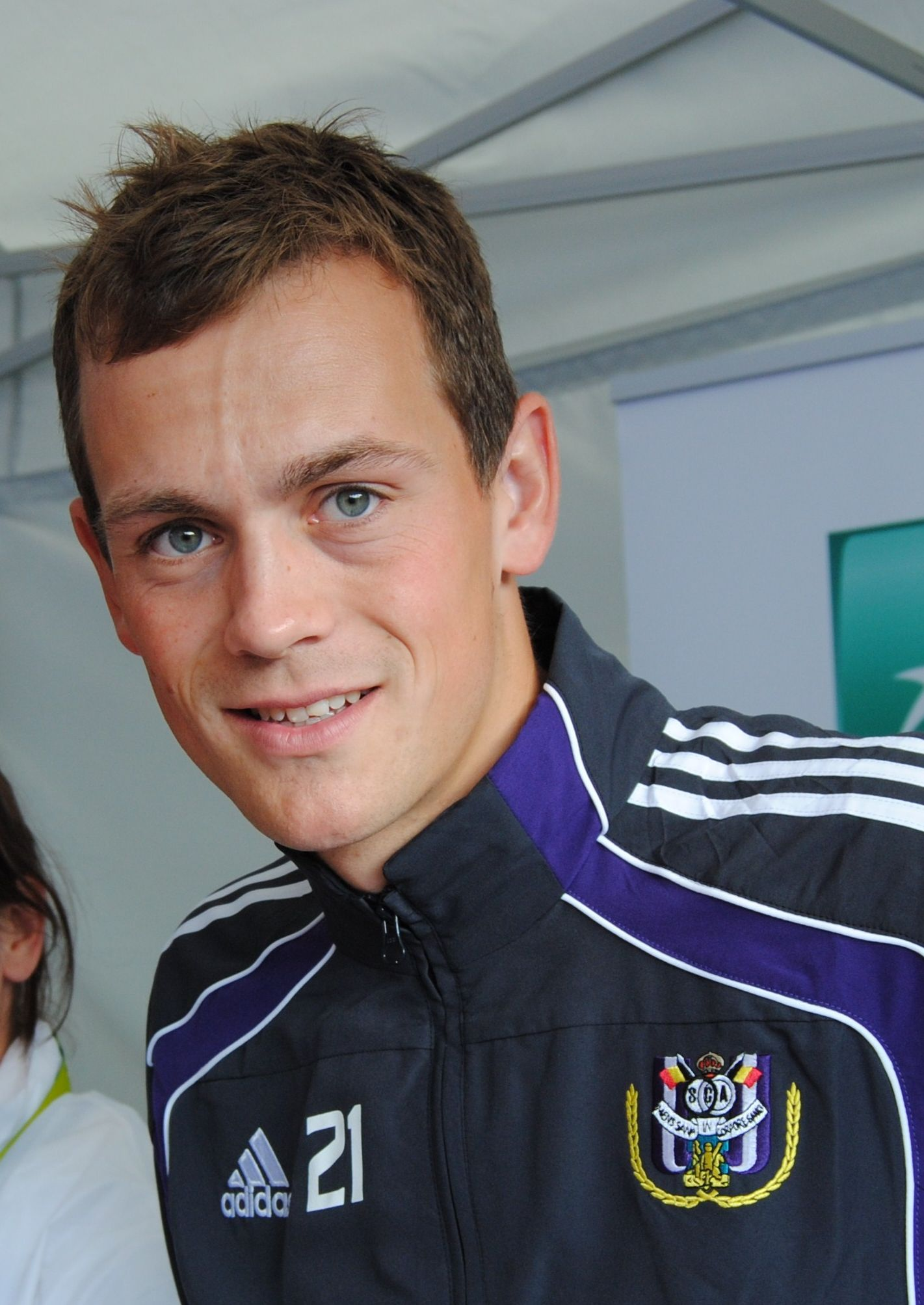
Tom De Sutter (aanvaller)